# Ljubov Orlovová
Ljubov Petrovna Orlovová (11. února 1902 Zvenigorod – 26. ledna 1975 Moskva) byla první uznávaná hvězda sovětské kinematografie, slavná i jako divadelní herečka a nadaná zpěvačka.
Narodila se v rodině ruských šlechticů v Zvenigorodu u Moskvy a vyrostla v Jaroslavli.
Když jí bylo sedm, Fjodor Šaljapin jí předpověděl budoucnost slavné herečky. Studovala na moskevské konzervatoři, ale neabsolvovala, protože musela pracovat, aby uživila své rodiče. Její první manžel, sovětský ekonom Andrej Berzin, byl v roce 1930 zatčen. To však její kariéru nepoškodilo.
V roce 1933 se Orlovová seznámila se začínajícím režisérem Grigorijem Alexandrovem, který hledal herce pro svůj film Celý svět se směje (1934), a vdala se za něj. Její výkon v této komedii, velmi populární v SSSR, vyneslo mladé hvězdě Stalinovy sympatie a titul zasloužilý herec RSFSR.
V příštích několika letech hrála ve čtyřech populárních filmech, které se také staly okamžitě sovětskou klasikou: Cirkus (1936), Volha-Volha (1938), Táňa (1940) a Jaro (1947). V roce 1941 získala Stalinovu cenu. V roce 1950 jako první žena získala titul národního umělce SSSR výhradně za svou filmovou práci. Poté přešla na hraní v divadle ve skupině Jurije Zavadského.
Je po ní pojmenována planetka 3108 Lyubov, objevená sovětskou astronomkou Ljudmilou Žuravljovou v roce 1972. V roce 1976 byla po ní pojmenována výletní loď postavená Sovětským svazem v Jugoslávii pro výpravy do Antarktidy a za polární kruh.
V roce 2019 vznikl k 117. výročí jejího narození Google Doodle.